# Напад на мечеть у Бір-аль-Абед у Єгипті 2017
Напад на мечеть у місті Бір-аль-Абед в Єгипті — терористичний акт, здійснений у п'ятницю о 13:50 (UTC+2) 24 листопада 2017 року в єгипетській мечеті міста Бір-аль-Абед на півночі Синайського півострова, внаслідок якого загинули 305 людей (включаючи 27 дітей) та 128 отримали поранення. За даними слідства, на мечеть напали від 25 до 30 терористів, які підірвали бомбу, після чого обстріляли мечеть з чотирьох позашляховиків.
Напад увійшов у десятку найбільших терактів у світовій історії.

## Перебіг подій
Вибуховий пристрій був приведений у дію в мечеті в районі Аль-Равда поблизу Аль-Аріша під час масових п'ятничних молитов. Згідно з повідомленням телеканалу Sky News Arabia, озброєні нападники оточили мечеть на позашляховиках та заблокували шляхи відступу, підпаливши автомобілі вірян. Потім терористи влаштували вибух у мечеті під час молитви, після чого заблокували площу позашляховиками і почали розстрілювати людей, які в паніці намагались врятуватись втечею.
Є також інформація, що терористи відкривали вогонь по каретах швидкої допомоги, які вивозили поранених з місця трагедії.

## Відповідальність
Жодне з терористичних угруповань поки не взяло на себе відповідальність за терористичний акт. За даними слідства, терористи, що напали на мечеть мали з собою прапор терористичної мережі «Ісламська держава».

## Кількість жертв
Спочатку була оголошено про 54 загиблих та більш як 150 постраждалих. Згодом з'явилась інформація, що кількість поранених зросла до 184 осіб.
Увечері 24 листопада видання «Аль-Арабія» повідомило, що за уточненими даними внаслідок атаки загинуло щонайменше 200 і навіть 235 осіб. Крім того, 130 — були поранені.
Станом на обід 25 листопада 2017 року за інформацією агентства AFP кількість загиблих зросла вже до 305 осіб, 27 з яких були дітьми.
Департамент консульської служби Міністерства закордонних справ України повідомив у Twitter, що, за попередньою інформацією, українці в результаті вибуху не постраждали.

## Наслідки
Президент Єгипту Абдул Фатах Аль-Сісі провів термінове засідання Ради національної безпеки Єгипту.
В країні оголошено триденний траур (25-27 листопада 2017 року).

### Спецоперація «Помста за мучеників»
Вже ввечері 24 листопада 2017 року сили безпеки Єгипту двома безпілотними літальними апаратами знищили щонайменше 15 бойовиків, причетних до нападу на мечеть. До ранку кількість знищених бойовиків зросла до 30-ти. Ці удари були нанесені в пустельній місцевості недалеко від села Равда та в селі Ер-Рисан
Також, за інформацією телеканалу Al Arabiya, повітряні сили Єгипту в результаті авіаударів знищили кілька транспортних засобів, причетних до теракту і кілька баз терористів зі зброєю і боєприпасами.
Спецоперація із затримання інших бойовиків, які брали участь у теракті, проводиться і надалі.
Міністерство внутрішніх справ Єгипту 25 листопада 2017 року за інформацією єгипетського видання Egypt Today, оголосило найвищий рівень боєготовності силових структур у всіх провінціях країни.
Додаткові підрозділи сил безпеки розгорнуті на основних об'єктах життєдіяльності Єгипту. Під особливим контролем знаходяться держустанови, зони відпочинку туристів, поліцейські ділянки, а також банки. Крім того, охоронці постійно патрулюють місцевості навколо мечетей, театрів, кінотеатрів та інших закладів.

## Реакція

### Внутрішня (Єгипет)
За даними державного телебачення, Єгипет оголосив три дні національного трауру після нападу. Єгипетський Президент Абдель Фаттах Ас-Сісі сказав, що напад «не пройде безкарним», та Міністр охорони здоров'я Єгипту своєю чергою назвав інцидент «терористичною атакою». Президент також наказав уряду виділити 200 тисяч єгипетських фунтів компенсації сім'ям загиблих. Єгипетський  депутат Мустафа Бакрі назвав напад «масовою різаниною».
У Twitter та Facebook організації Братів мусульман, з'явилось повідомлення: «найсильнішим чином засуджуємо» напад, та що відповідальні повинні «відмовитися від екстремізму та насильства». Університет Аль-Азгар, найстаріший в Єгипті, видав заяву, засудивши ці напади, додавши, що «тероризм буде розгромлено».

### Міжнародна
Кілька урядів та світових лідерів висунули засудження нападів через офіційні заяви та посади в соціальних мережах. До таких країн та організацій належить: Велика Британія, Індія, Йорданія, Франція, Палестина, Нігерія, Пакистан, Ізраїль, Об'єднані Арабські Емірати, Ірак, США та Європейський Союз.

### України
Президент України Петро Порошенко у суботу 26 листопада 2017 року висловив співчуття Президенту Єгипту Абдель Фаттаху Аль Сісі у зв'язку з цим терактом: «В Україні з глибоким сумом сприйняли звістку про жахливий терористичний акт», — зазначив він.
«Від імені народу України та від мене особисто прошу Вас, Ваша високоповажносте, передати співчуття рідним і близьким загиблих, а також побажання швидкого одужання постраждалим», — додав Глава Української держави, висловлюючи підтримку в години скорботи дружньому єгипетському народові Президент висловив співчуття Президенту Єгипту у зв'язку з терактом у мечеті [Архівовано 26 листопада 2017 у Wayback Machine.].
«Страшний терористичний акт у # Єгипті. Мої щирі співчуття сім'ям жертв. Тримайся разом Єгипет, щоб перемогти тероризм» — зробив твіт міністр МЗС, Клімкін Павло Анатолійович..